# Gouvernement Boluarte I
Pour les articles homonymes, voir Gouvernement Boluarte.
Castillo V Boluarte II
Le gouvernement Boluarte I, ou également nommé gouvernement d'union nationale, est le gouvernement du Pérou entre le 10 décembre et le 21 décembre 2022.
Ce cabinet tient son nom de la présidente de la République Dina Boluarte, qui nomme Pedro Angulo à la présidence du Conseil des ministres.

## Contexte
La formation de ce gouvernement intervient trois jours après l'investiture de Dina Boluarte à la présidence de la République et après la tentative tentative d'auto-coup d'État de Pedro Castillo survenu le matin même. Dès son discours en tant que nouvelle présidente, elle déclare « demander une trêve politique pour installer un gouvernement d'union nationale ». 

## Historique

### Premières négociations
Dès le 8 décembre, la présidente Dina Boluarte annonce se réunir avec l'ensemble des groupes parlementaires, étant elle-même une présidente sans étiquette, et donc sans aucun parti ou groupe la soutenant de manière continue au Congrès pour former un gouvernement politique.
Néanmoins, elle rencontre la plupart des groupes parlementaires du centre et de la droite, notamment FP, AvP, RP, AP, Intégrité et Développement et le groupe de gauche CD-JP.  
Selon des députés de Pérou libre, la présidente Dina Boluarte aurait offert à son ancien parti une place dans le gouvernement, que les parlementaires ont refusé. Quelques heures plus tard, le dirigeant du parti Vladimir Cerrón a confirmé que le parti refusait de rejoindre le gouvernement et refusait la convocation du groupe par la présidente, c'est le seul groupe ayant refusé l'invitation, démontrant le soutien toujours continu à Pedro Castillo et les relations détruites avec Boluarte.
L'ensemble des groupes parlementaires, et surtout le centre et la droite, annoncent qu'ils ne rejoindront pas le gouvernement, préférant tous un gouvernement d'union et technique, et surtout à gauche, réclamant la convocation d'élections anticipées par la présidente,.

### Des manifestations en faveur de Pedro Castillo
Néanmoins, les groupes parlementaires s'accordent dans la nécessité de nommer rapidement un gouvernement d'union, afin de tenter de calmer les contestations dans la rue. Car dès la nomination de Dina Boluarte, environ un millier de personnes ont défilé à Lima en direction du Congrès.
D'autres manifestants ont également bloqué le même jour l'autoroute Panamericana à l'aide de pierres, de bûches et de pneus enflammés pour exiger des élections générales et la fermeture du Congrès, comme le souhaitait Pedro Castillo.
A Ica, plusieurs dizaines de manifestants ont paralysé le transport de passagers et de véhicules de fret. À Arequipa, à mille kilomètres au sud de Lima, il y avait aussi des blocages sur l'autoroute Panamericana Sur.
Des mobilisations de rue ont également été signalées dans d'autres parties de l'intérieur du Pérou telles que Chota (Cajamarca, lieu de naissance de Castillo), Trujillo, Puno, Ayacucho, Huancavelica et Moquegua.

### Premières rumeurs de président du Conseil
Si le gouvernement ne sera donc pas politique, il faut donc que Dina Boluarte trouve des hommes politiques indépendants, retirés de la vie politique et surtout expérimentés. Les premières rumeurs des médias évoquent la nomination de Jorge Nieto (es) à la présidence du Conseil des ministres, un ministre expérimenté de l'époque de la présidence de Pedro Pablo Kuczynski (PPK).
Si le ministre est expérimenté, il n'est néanmoins pas indépendant, mais avec un tout nouveau parti situé au centre nommé Parti du bon gouvernement (PBG) qui n'a pas encore de représentation au Congrès, ce qui ne pourrait que peu mécontenter les groupes au Parlement.
Les deux autres rumeurs évoquées seraient la nomination d'Alberto Otárola, ancien ministre de la Défense pendant l'ère de la présidence d'Ollanta Humala, ou encore l'actuel médiateur du Pérou Walter Gutiérrez (es).

### Annonce et composition
Le 9 décembre, la présidente Dina Boluarte annonce que la composition de son gouvernement sera finalisée dans la soirée, et annoncée le samedi matin 10 décembre, avant midi.
Finalement, la cérémonie d'investiture du gouvernement a lieu à 13h, et la présidente décide de nommer l'avocat Pedro Angulo. Au sein du gouvernement, huit femmes sont nommées, c'est plus que dans l'ensemble des cinq gouvernements de Pedro Castillo, et les ministres appartiennent ou ont appartenu — c'est le cas de Pedro Angulo — à un parti politique, mais qui n'ont aucune représentation parlementaire. Le cabinet est donc un gouvernement technique. Peu après sa nomination comme président du Conseil des ministres, des journalistes d’investigation révèlent que Pedro Angulo fait l'objet de treize enquêtes judiciaires et de plusieurs plaintes pour agression sexuelle.
En outre, la présidente Dina Boluarte n'a pas encore décidé des ministres du Travail et des Transports, les portefeuilles qui furent les plus critiqués et utilisés pour la corruption au sein des gouvernements de Castillo.

### Évolution

#### Nominations des ministres du Travail et des Transports

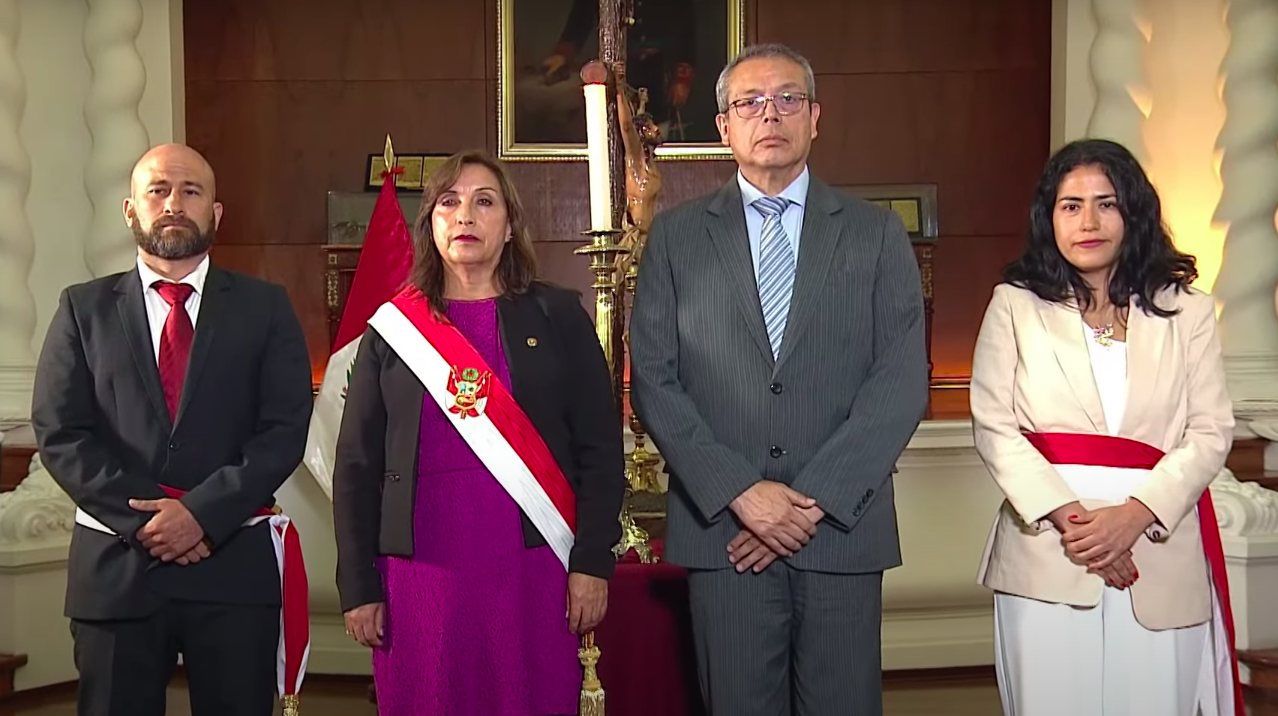
Les deux ministres le 13 décembre, (de gauche à droite : Eduardo García, Dina Boluarte, Pedro Angulo, Paola Lazarte)

Le 13 décembre, trois jours après la formation du gouvernement, Dina Boluarte annonce la nomination des ministres du Travail et des Transports, Eduardo García et Paola Lazarte. Avec ces deux nominations, le nombre de femmes passe à 9 et d'hommes à 10, atteignant pratiquement la parité. Ce nombre de femmes ministres n'avait pas atteint depuis le troisième gouvernement du président Martin Vizcarra en 2020.

#### Démissions des ministres de l'Éducation et de la Culture
Le 16 décembre, au sixième jour du gouvernement, les deux ministres de l'Éducation et de la Culture Patricia Correa et Jair Pérez annoncent leur démission, en opposition au déclenchement de l'état d'urgence dans le pays et les nombreux morts lors des manifestations en faveur de Pedro Castillo, dont le bilan s'est aggravé le même jour, avec 18 morts, confirmé par la ministre de la Santé Rosa Gutiérrez.

#### Refus du Congrès d'élections anticipées et réactions de Dina Boluarte aux démissions
Le même jour, les membres du Congrès ont rejeté avec 49 voix pour et 33 contre l'adoption d'un projet de loi pour provoquer des élections anticipées à décembre 2023 (le texte doit recueillir 87 voix pour minimum afin d'être adopté), notamment grâce aux voix contre ou l'abstention de la droite et de la gauche, les groupes de Pérou libre et CD-JP réclamant une Assemblée constituante.
Le détail du vote par groupes parlementaires du Congrès le 16 décembre : 
| Objet du vote | Date du vote                                | Vote       |   |    |   |   | BECN |   | AvP | ID |   | PD |   | PB | NI | Total |
| --- | ------------------------------------------- | ---------- | - | -- | - | - | ---- | - | --- | -- | - | -- | - | -- | -- | ----- |
| Avancer les élections générales à décembre 2023 | 16 décembre 2022 Majorité requise : 87 voix | Oui        | 0 | 22 | 2 | 9 | 3    | 2 | 0   | 3  | 1 | 0  | 1 | 0  | 6  | 49    |
| Avancer les élections générales à décembre 2023 | 16 décembre 2022 Majorité requise : 87 voix | Non        | 1 | 0  | 4 | 1 | 0    | 5 | 8   | 2  | 0 | 4  | 2 | 5  | 1  | 33    |
| Avancer les élections générales à décembre 2023 | 16 décembre 2022 Majorité requise : 87 voix | Abstention | 4 | 0  | 7 | 0 | 5    | 2 | 0   | 1  | 4 | 1  | 0 | 0  | 1  | 25    |
| Notes: - Afin d'être adopté, le projet de loi doit recueillir la majorité absolue de 87 voix, ou au minimum 66 voix afin que les parlementaires déclenche l'approbation par un référendum. |                                             |            |   |    |   |   |      |   |     |    |   |    |   |    |    |       |

Le lendemain, le 17 décembre, Dina Boluarte exhorte les membres du Congrès à adopter un projet de loi pour des élections anticipées, critiquant les parlementaires qui se « retranchent » derrière l'abstention. La présidente a également rejeté les appels à sa démission lors des manifestations, ou notamment par la parlementaire centriste Flor Pablo, arguant que sa démission ne changerait rien à la situation, ou même l'aggraverait. Cependant, selon un sondage, 70 % des Péruviens sont contre son accession à la présidence.
Quant aux démissions des deux ministres de l'Éducation et de la Culture la veille en raison des violences, la première présidente de l'histoire du pays est resté floue, évoquant uniquement un remaniement dans les « prochains jours ».

### Modification du président du Conseil
Le 18 décembre à la télévision à l'occasion d'une interview pour América Televisión, la présidente Dina Boluarte a annoncé la destitution du président du Conseil des ministres Pedro Angulo lundi ou mardi, c'est-à-dire le 19 ou 20 décembre. Ainsi, Pedro Angulo semble être tenu responsable par la présidente de la situation de manifestations et violences qui ne faiblit pas dans le pays. Le mardi étant le jour ou le Congrès décide de re procéder à un vote quant à l'examen du projet de loi afin de convoquer des élections générales anticipées en décembre 2023.
Lors de cette même interview, la présidente a annoncé que le prochain gouvernement serait « un peu plus politique », afin de « construire des ponts de dialogues », avec en tête les négociations avec le Congrès pour les réformes politiques.

## Composition
| Image                 | Fonction                                                        | Nom | Nom                    | Parti                |
| --------------------- | --------------------------------------------------------------- | --- | ---------------------- | -------------------- |
|                       | Présidente de la République                                     |     | Dina Boluarte          | Indép.               |
| Conseil des ministres |                                                                 |     |                        |                      |
|                       | Président du Conseil des ministres                              |     | Pedro Angulo           | Contigo              |
|                       | Ministre des Affaires étrangères                                |     | Ana Gervasi            | Indép.               |
|                       | Ministre de la Défense                                          |     | Alberto Otárola        | PNP                  |
|                       | Ministre de l'Économie et des Finances                          |     | Alex Contreras         | Indép.               |
|                       | Ministre de l’Intérieur                                         |     | César Cervantes        | Indép.               |
|                       | Ministre de la Justice et des Droits de l'homme                 |     | José Tello             | PPC                  |
|                       | Ministre de l’Éducation                                         |     | Patricia Correa        | Indép.               |
|                       | Ministre de la Santé                                            |     | Rosa Gutiérrez         | Perú Primero         |
|                       | Ministre du Développement agraire et de l'Irrigation            |     | Nelly Paredes          | Indép.               |
|                       | Ministre du Travail et de la Promotion de l'emploi              |     | Eduardo García         | Indép.               |
|                       | Ministre de la Production                                       |     | Sandra Belaunde        | Indép.               |
|                       | Ministre du Commerce extérieur et du Tourisme                   |     | Luis Elguero           | Indép.               |
|                       | Ministre de l'Énergie et des Mines                              |     | Oscar Vera             | Indép.               |
|                       | Ministre des Transports et des Communications                   |     | Paola Lazarte          | Indép.               |
|                       | Ministre du Logement, de la Construction et de l'Assainissement |     | Hania Pérez de Cuéllar | Indép.               |
|                       | Ministre de la Femme et des Populations vulnérables             |     | Grecia Rojas           | Indép.               |
|                       | Ministre de l'Environnement                                     |     | Albina Ruiz            | Indép.               |
|                       | Ministre de la Culture                                          |     | Jair Pérez             | Indép.               |
|                       | Ministre du Développement et de l'Inclusion sociale             |     | Julio Demartini        | Chim Pum Callao (es) |